# Route nationale 41 (Inde)
Pour les articles homonymes, voir Route nationale 41.
La Route nationale 41 (en anglais : National Highway 41, sigle NH 41), une route nationale  en Inde qui commence à Samakhiali et se termine à Narayan Sarovar.

## Tracé
La NH-41 traverse Samakhiyali, Gandhidham, Mandvi, Naliya et se termine à Narayan Sarovar dans l’État du Gujarat,.